# Olympische Winterspiele 1984/Teilnehmer (Mongolei)
| Gelbes Symbol für Goldmedaillen mit stilisierten Olympischen Ringen | Graues Symbol für Silbermedaillen mit stilisierten Olympischen Ringen | Braundes Symbol für Bronzemedaillen mit stilisierten Olympischen Ringen |
| ------------------------------------------------------------------- | --------------------------------------------------------------------- | ----------------------------------------------------------------------- |
| —                                                                   | —                                                                     | —                                                                       |

Die Mongolei nahm an den Olympischen Winterspielen 1984 in Sarajevo mit einer Delegation von vier Skilangläufern teil. Luwsandaschiin Dordsch wurde als Fahnenträger der mongolischen Mannschaft zur Eröffnungsfeier ausgewählt.

## Teilnehmer nach Sportarten

### Ski Nordisch

#### Langlauf
Herren:
- Dondogiin Ganchujag
15 km: DSQ
30 km: 63. Platz
4 × 10 km: DNF

- Luwsandaschiin Dordsch
15 km: 65. Platz
30 km: 55. Platz
4 × 10 km: DNF

- Pürewdschawyn Batsüch
15 km: DSQ
30 km: DSQ
4 × 10 km: DNF

- Wangansürengiin Rentschinchorol
15 km: DSQ
30 km: 61. Platz
4 × 10 km: DNF